# 120 KRH 92
Le Mortier de 120 mm Modèle 1992 (finnois: 120 mm kranaatinheitin, malli 1992), est une arme finlandaise de calibre 120 mm il sert lors de la guerre russo-ukrainienne.

## Opérateurs
- Finlande.
- Ukraine.